# Rigoberto Cisneros
Rigoberto Cisneros Dueñas (Cidade do México, 15 de agosto de 1953) é um ex-futebolista mexicano que atuava como defensor.

## Carreira
Rigoberto Cisneros fez parte do elenco da Seleção Mexicana de Futebol, na Copa do Mundo de  1978. 